# Dreams Tonite
«Dreams Tonite» es una canción de la banda canadiense de indie pop Alvvays. Fue publicada el 25 de julio de 2017 como el segundo sencillo del segundo álbum de estudio de la banda, Antisocialites.

## Antecedentes
La canción forma la base del “arco de ruptura de fantasía” del álbum, con el protagonista cuestionando si todavía se sentiría atraído por su pareja si se encontraran en el presente, en lugar del pasado. La canción formó parte del repertorio de canciones en vivo del grupo a principios de 2016. La banda debutó la canción en línea como un sencillo de prelanzamiento para Antisocialites el 25 de julio de 2017. «Dreams Tonite» se convirtió en una de las canciones más populares de la banda; a partir de octubre de 2022, la canción tiene más de 70 millones de reproducciones en Spotify.

## Composición
«Dreams Tonite» es una balada, que ha sido descrita como una canción de indie pop, dream pop, y new wave, con elementos de shoegaze y synth-pop.

## Recepción
Amanda Wicks de Pitchfork sugirió que la canción “mira el espacio liminal entre [...] dos estados de ánimo, cuestionando las fuerzas que separan a los amantes, ya sean hechos a sí mismos o circunstanciales”. Sus lectores calificaron la canción entre las mejores del año. Tim Sendra de AllMusic elogió la “encantadora balada new wave” por su “nostalgia melancólica”. Randall Colburn de Consequence of Sound llamó a la canción “implacable en su romanticismo”, mientras que Anna Gaca de Spin la denominó "dream pop ligero y literal que es casi demasiado puro para este mundo”. Mike Gatzig de NPR encontró la melodía “elegante y diáfana”, mientras que Ethan Sapienza de Vulture encontró la canción “sombría”, aunque “ligeramente cliché”.

## Video musical

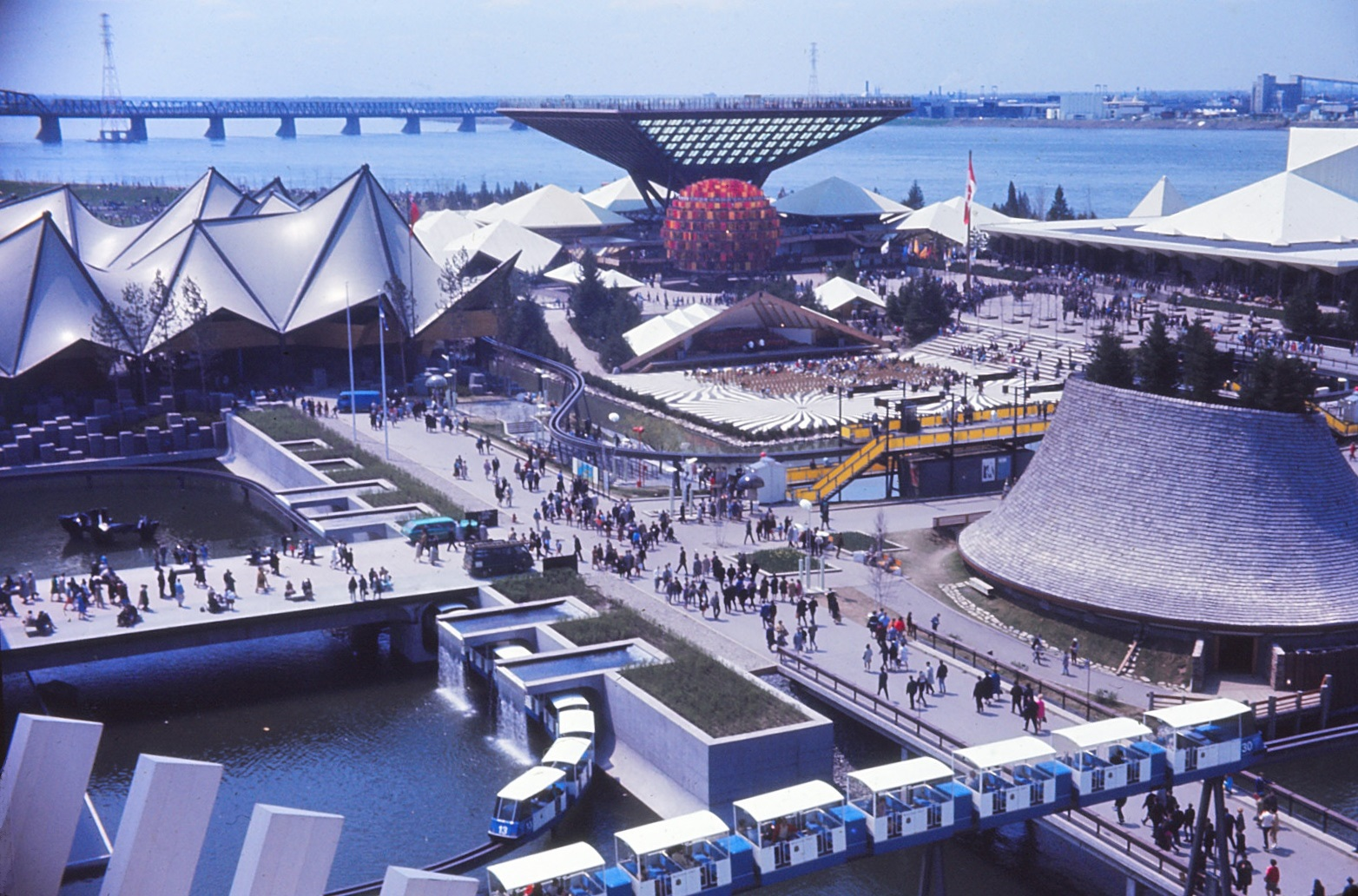
El videoclip de la canción uso material de archivo de la Expo 67.

El videoclip retro-futurista de la canción fue dirigido por Matt Johnson y utiliza material de archivo de la Exposición Universal de Montreal de 1967. Fue publicado el 13 de septiembre de 2017. En el clip, los miembros de la banda se insertan en el metraje digitalmente. Mark Byrnes de Bloomberg Businessweek describió los procedimientos: “Mientras ‘visitan’ la Expo, los miembros viajan en el minirraíl automatizado, miran boquiabiertos la cúpula geodésica de Buckminster Fuller y actúan en un escenario al aire libre para los asistentes a la feria”. La banda quedó complacida con el video, dado su desdén por el formato, especialmente debido a su respeto por Johnson.

## Interpretaciones en vivo
La banda interpretó la canción en vivo en los estudios KEXP el 27 de octubre de 2017 y en el programa de televisión CBS Sunday Morning el 2 de junio de 2018.

## Certificaciones y ventas
| País                  | Certificación | Ventas |
| --------------------- | ------------- | ------ |
| Canadá (Music Canada) | Oro           | 40,000 |